# Dan Tillberg
Dan Arne Tillberg, född den 9 april 1953 i Ystad, är en svensk företagare samt artist och producent. Han är son till Arne Tillberg och Ettie Tillberg.
Dan Tillberg skivdebuterade 1973 i den progginfluerade duon Änglabarn tillsammans med Sven I. Ohlsson. År 1977 startade han en egen inspelningsstudio i Malmö, Bellatrix och året därpå ett skivbolag med samma namn.
År 1979 kom en LP med Rolling Stones-låtar, vilken 1981 följdes av LP:n Mors och fars kärlek, som blev hans genombrott. Året därpå kom en LP med Bob Dylan-låtar. År 1984 kom LP:n Genom tårar, som året därpå följdes av Erogena zoner, vilken blev hans kanske största framgång. 
I Melodifestivalen 1985 kom han på andra plats med "Ta min hand" och deltog även 1986 med "ABCD". År 1987 kom LP:n Raka vägen till paradiset, vilken kom att bli den sista innan ett långt uppehåll. Tillberg medverkade 1986 också i en av filmerna i serien "Skånska mord" med Ernst-Hugo Järegård i huvudrollen.
Efter detta minskade hans popularitet och han övergick till att driva en reklamfirma, som dock försattes i konkurs 2001. Då började han åter att ägna sig åt musik och gav ut några CD-singlar. Dessa följdes 2005 av en dubbel-CD med en samling av hans gamla låtar, utgiven på hans nya egna skivbolag, Mixed media music, vilket han startat samma år tillsammans med Rickard Mattsson. Bolaget, som fått låna sitt namn av visgruppen Mixed media, gick i konkurs i slutet av 00-talet  och skivbolagsverksamheten med tillhörande inspelningsstudio lades ner. Samtidigt som Tillberg arbetade som producent var han verksam i köksbranschen genom företagen Köket i första rummet AB (gick i konkurs 2008) och Skånekök & Måleri AB. Tillberg dömdes till fängelse 2005 för grov ekonomisk brottslighet och ålades med fem års näringsförbud.

## Diskografi LP/CD
- 1973 – Änglabarn (LP)
- 1979 – Gatstenar (LP, Rolling stones)
- 1981 – Mors och fars kärlek (LP)
- 1982 – Kärlek minus noll (LP, Bob Dylan)
- 1983 – Genom tårar (LP)
- 1985 – Erogena zoner (LP)
- 1987 – Raka vägen till paradiset (LP)
- 2005 – Akten tar gestalt (dubbel-CD)